# Charles Albert Buswell
Charles Albert Buswell (* 15. Oktober 1913 in Homestead, Blaine County, Oklahoma, USA; † 14. Juni 2008 in Pueblo, Colorado, USA) war römisch-katholischer Bischof von Pueblo.

## Leben
Charles Albert Buswell besuchte zunächst die Schule der Benediktiner in Atchison und studierte am Priesterseminar St. Louis Preparatory Seminary in Webster Groves, am Kenrick Seminary in St. Louis sowie ab 1936 am American College of the Immaculate Conception in Löwen, Belgien. Er empfing die Priesterweihe am 9. Juli 1939 für das Bistum Oklahoma City-Tulsa. Nach Tätigkeiten in der Seelsorge in Oklahoma City wurde er 1947 Generalvikar. Papst Johannes XXIII. ernannte ihn 1949 zum Kaplan Seiner Heiligkeit und 1955 zum Ehrenprälaten Seiner Heiligkeit.
Am 8. August 1959 wurde er von Papst Johannes XXIII. zum zweiten Bischof von Pueblo ernannt. Die Bischofsweihe spendete ihm Victor Joseph Reed, Bischof von Oklahoma City-Tulsa, am 30. September desselben Jahres; Mitkonsekratoren waren Stephen Aloysius Leven, Weihbischof in San Antonio, und Glennon Patrick Flavin, Weihbischof in Saint Louis. Er war von 1962 bis 1965 Teilnehmer des Zweiten Vatikanischen Konzils. Seinem Rücktrittsgesuch gab Papst Johannes Paul II. am 19. September 1979 statt.
In den 1960er und 1970er Jahren engagierte er sich für eine Beendigung des Rassismus und für soziale Gerechtigkeit. Er war Vorreiter der katholischen Laienbewegung und ermöglichte Laien ein Theologiestudium sowie anschließende Pastoraltätigkeiten. 2003 war er Teilnehmer an einer Antikriegsdemonstration.